# Isabella Pallavicino

Stemma dei Pallavicino.

Isabella Pallavicino (Cortemaggiore, 1549 – Soragna, 30 novembre 1623) è stata una letterata italiana.

## Biografia
Era figlia di  Girolamo Pallavicino marchese di Cortemaggiore.
Fu una delle dame più colte e raffinate del suo tempo. Amò soprattutto la poesia e Niccolò Secchi le dedicò la commedia Il Beffa. Scambiò una fitta corrispondenza con il letterato Marco Antonio Guarini e fu tra i fondatori dell'Accademia degli Innominati di Parma.
Fece stampare a proprie spese una delle prime edizioni della Gerusalemme liberata di Torquato Tasso e fece della rocca di Soragna un cenacolo intellettuale.

## Discendenza
Sposò nel 1568 di Giampaolo II Meli Lupi (figlio di Diofebo II e di Cassandra Marinoni, Donna Cenerina), che premorì al padre nel 1571. Ebbero due figli:
- Giampaolo, marchese di Soragna;
- Camilla (1569-1611).[6]